# Mierry
Mierry je priimek več oseb:
- Jean Martin Gallevier de Mierry, francoski general
- José Martin Gallevier de Mierry, francoski general